# Latin Grammy Awards
Les Latin Grammy Awards (en anglais, Latin Grammy Awards) sont des récompenses décernées par la Latin Academy of Recording Arts and Sciences. Semblables aux Grammy Awards, les Latin GRAMMY reconnaissent l'excellence artistique et technique de la musique enregistrée, par le biais du vote par les pairs, pour des productions musicales chantées en espagnol, portugais ou dans des langues, dialectes ou idiomes reconnus en Ibéro-Amérique ou la peninsule ibérique. La cérémonie a lieu tous les ans depuis 2000.
La Latin Recording Academy est la cathédrale de la musique latine, compte plus de 3 000 membres : artistes professionnels, ingénieurs, arrangeurs, musiciens, auteurs-compositeurs et producteurs. Les membres élisent les nommés et les gagnants en fonction non pas de la qualité marchande mais de l'excellence, c'est pourquoi parfois un titre inconnu peut gagner.
Le rappeur portoricain Residente détient le record de l'artiste avec le plus de Grammys latins remportés avec 27, dont ceux qu'il a remportés faisant partie du groupe musical Calle 13, le chanteur espagnol Alejandro Sanz et le chanteur colombien Juanes sont les artistes masculins avec le plus de récompenses remportées avec 24 victoires pour chacun, tandis que la chanteuse mexicaine Natalia Lafourcade est l'artiste féminine avec le plus de récompenses, avec 13 victoires.

## Récompenses
(juin 2025).
| General             | - Record of the Year - Album of the Year - Song of the Year - Best New Artist |
| Pop                 | - Best Contemporary Pop Vocal Album - Best Traditional Pop Vocal Album |
| Urban               | - Best Urban Fusion/Performance - Best Urban Music Album - Best Urban Song |
| Rock                | - Best Rock Album - Best Pop/Rock Album - Best Rock Song |
| Alternative         | - Best Alternative Music Album - Best Alternative Song |
| Tropical            | - Best Tropical Fusion Album - Best Salsa Album - Best Cumbia/Vallenato Album - Best Contemporary Tropical Album - Best Traditional Tropical Album - Best Tropical Song                                                      |
| Singer-songwriter   | - Best Singer-Songwriter Album |
| Regional Mexican    | - Best Ranchero/Mariachi Album - Best Banda Album - Best Tejano Album - Best Norteño Album - Best Regional Song |
| Instrumental        | - Best Instrumental Album |
| Traditional         | - Best Folk Album - Best Tango Album - Best Flamenco Album |
| Jazz                | - Best Latin Jazz Album |
| Christian           | - Best Christian Album (Spanish Language) - Best Christian Album (Portuguese Language) |
| Portuguese language | - Best Portuguese Language Contemporary Pop Album - Best Portuguese Language Rock Album - Best Samba/Pagode Album - Best MPB Album - Best Sertaneja Music Album - Best Brazilian Roots Album - Best Portuguese Language Song |
| Children's          | - Best Latin Children’s Album |
| Classical           | - Best Classical Album - Best Classical Contemporary Composition |
| Recording package   | - Best Recording Package |
| Production          | - Best Engineered Album - Producer of the Year |
| Music video         | - Best Short Form Music Video - Best Long Form Music Video |
| Special awards      | - Lifetime Achievement Award - Trustees Award - Latin Grammy Hall of Fame - Latin Recording Academy Person of the Year |

## Résultats par catégorie
- Latin Grammy Award du meilleur album de l'année (en)
- Latin Grammy Award du meilleur album de cumbia/vallenato (en)
- Latin Grammy Award du meilleur album flamenco
- Latin Grammy Award du meilleur album instrumental (en)
- Latin Grammy Award du meilleur album de latin jazz (en)
- Latin Grammy Award du meilleur album de merengue
- Latin Grammy Award du meilleur album de salsa (en)
- Latin Grammy Award du meilleur album de tango (en)
- Latin Grammy Award du meilleur album de musique populaire brésilienne
- Latin Grammy Award du meilleur album de samba/pagode